# Плессі (село)
Плессі (ест. Plessi) — село в Естонії, входить до складу волості Вастселійна, повіту Вирумаа.